# Yerdos Dzhanabergenov
Yerdos Zhanabergenov est un boxeur kazakh né le 17 janvier 1984 à Ivanian en Azerbaïdjan.

## Carrière
Sa carrière amateur est marquée par une médaille d'or aux championnats d'Asie d'Hô-Chi-Minh-Ville en 2005 et surtout par un titre de champion du monde à Mianyang la même année dans la catégorie mi-lourds.

## Palmarès

### Championnats du monde
- Médaille d'or en -81 kg en 2005 à Mianyang, Chine

### Jeux asiatiques
- Médaille d'or en -81 kg en 2005 à Hô-Chi-Minh-Ville, Vietnam